# 霹雳增六
飛馬座82，又名BD+10 5004，HD 223781、SAO 108879、HR 9039，是飛馬座的一颗恒星，视星等为5.3，位于銀經100.44，銀緯-49.34，其B1900.0坐标为赤經23h 47m 31s，赤緯+10° -49.34′ 28″。